# Phaonia ningxiaensis
Phaonia ningxiaensis este o specie de muște din genul Phaonia, familia Muscidae, descrisă de Ma și Zhao în anul 1992. Conform Catalogue of Life specia Phaonia ningxiaensis nu are subspecii cunoscute.